# Elizabeth Arden

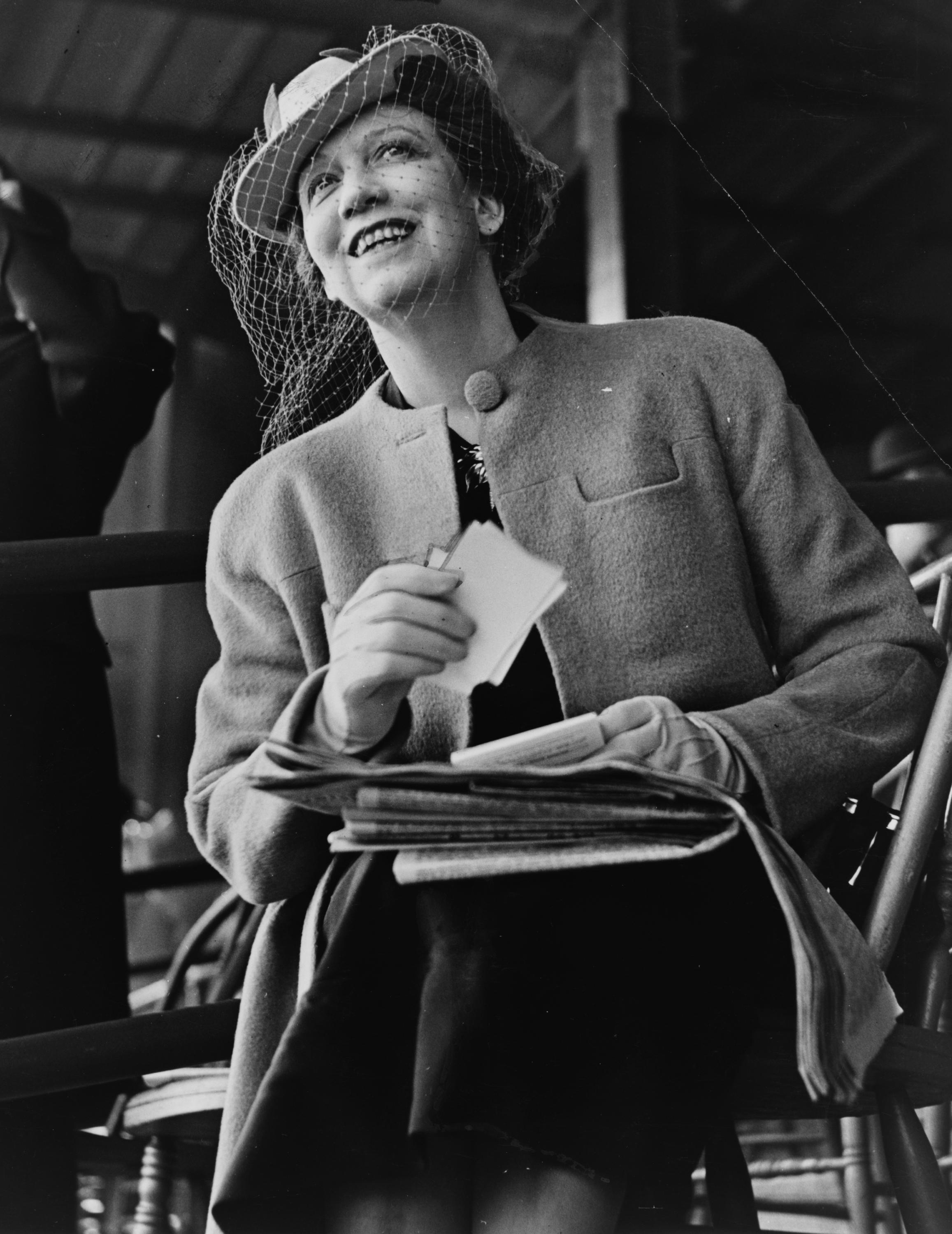
Elizabeth Arden

Elizabeth Arden (geboren als Florence Nightingale Graham in Woodbridge, Ontario, 31 december 1878, overleden in New York op 19 oktober 1966) was een Canadese zakenvrouw die in de Verenigde Staten een groot cosmeticaconcern opbouwde.

## Biografie
Arden stopte in 1909 met haar opleiding tot verpleegkundige en besloot haar oudere broer te volgen naar de Verenigde Staten, waar hij in New York verbleef. Ze werkte daar korte tijd als boekhoudster voor een farmaceutica-bedrijf. Terwijl ze daar werkte verbleef ze soms urenlang in het laboratorium, waar ze de basisbeginselen van de huidverzorging leerde. Vervolgens werkte ze korte tijd voor Eleanor Adair, een van de eerste schoonheidsdeskundigen, als "behandelmeisje". 
In datzelfde jaar (1909) ging Arden een compagnonschap aan met Elizabeth Hubbard, eveneens schoonheidsdeskundige. Na de beëindiging van dit samenwerkingsverband nam Arden de naam Elizabeth Arden aan, genoemd naar Elizabeth Hubbard en Enoch Arden, een gedicht van Alfred Tennyson. 
In 1912 reisde Arden naar Frankrijk om daar de diverse technieken voor gezichtsmassage onder de knie te krijgen. Ze keerde terug met diverse soorten rouge en gezichtspoeders die ze daar had gemaakt. In die periode werd make-up alleen gebruikt door acteurs en toneelspelers, maar Arden bracht make-up ook voor de "gewone mens" op de markt. Zij was ook degene die het concept "make-over" bedacht en in haar salons invoerde.
Arden werkte samen met A. Fabian Swanson, een scheikundige, die haar hielp de "fluffy face cream" te ontwikkelen (onder de naam Venetian Cream Amoretta) en de bijbehorende Arden Skin Tonic. Deze scheikundige benadering van huidverzorging betekende een ommekeer in de cosmetica-industrie, en de producten maakten haar wereldberoemd.
In 1915 trouwde Arden met Thomas J. Lewis, een Amerikaans bankier. Door dit huwelijk werd ze automatisch genaturaliseerd tot Amerikaans staatsburger. In datzelfde jaar begon Arden internationaal te opereren en opende ze salons over de hele wereld, alle met een rode deur, haar handelsmerk. Tegen het einde van de jaren dertig zei men wel "Er zijn maar drie Amerikaanse namen die overal ter wereld bekend zijn: Singer naaimachines, Coca-Cola en Elizabeth Arden" ("There are only three American names that are known in every corner of the globe: Singer sewing machines, Coca-Cola, and Elizabeth Arden"). Ardens gedrevenheid in haar werk leidde in 1934 tot een echtscheiding. Een tweede huwelijk met een Russische prins duurde slechts dertien maanden.
Tijdens de Tweede Wereldoorlog zag Arden in dat de marktvraag veranderde. Ze bracht een lippenstift op de markt in de kleur Montezuma Red, een kleur die paste bij het rood in de uniformen van de vrouwelijke militairen.
Als waardering voor haar bijdragen aan de cosmetica-industrie kreeg Arden in 1962 van de Franse regering de Légion d'Honneur toegekend. Arden overleed in 1966 in New York en werd begraven op het New Yorkse Sleepy Hollow Cemetery onder de naam Elizabeth N. Graham. Haar concern was op dat moment tussen de $30 en $40 miljoen waard, en ze bezat meer dan honderd schoonheidssalons verspreid over de hele wereld.

## Het bedrijf in de moderne tijd
Elizabeth Arden is heden ten dage nog steeds een gerenommeerde naam. Het bedrijf werd in 2003 overgenomen van Unilever door FFI, een Amerikaans bedrijf. De huidige bedrijfsnaam is nog steeds Elizabeth Arden. Het bedrijf is beursgenoteerd aan de NASDAQ onder de naam RDEN. Het "gezicht" van het merk is actrice Catherine Zeta-Jones. 
Na Ardens dood richtte het bedrijf zich deels op de ontwikkeling van parfums. De Elizabeth Arden-parfum werd op de markt gebracht onder de naam "Red Door", vernoemd naar haar handelsmerk (al haar salons waren voorzien van een rode voordeur). Verder bracht het bedrijf parfums uit voor beroemdheden als Hilary Duff, Elizabeth Taylor, Britney Spears en Mariah Carey.

## Documentaire
- Grossman, Ann Carol en Arnie Reisman. Powder and glory : lipstickdiva's: Helena Rubinstein en Elizabeth Arden. Center for Independent Documentary, Sharon, MA. 86 min.[1]. In april 2009 bekroond met een zilveren medaille op het Chicago International Film Festival (Hugo Television Awards division).